# Llumeneres
Llumeneres è un villaggio di Andorra, nella parrocchia di Sant Julià de Lòria, con un abitante (dato del 2010) .